# Phytolacca meziana
Phytolacca meziana är en kermesbärsväxtart som beskrevs av H.Walter. Phytolacca meziana ingår i släktet kermesbärsläktet, och familjen kermesbärsväxter. Inga underarter finns listade i Catalogue of Life.